# Fontaine-Guérin
Fontaine-Guérin ist eine Ortschaft und eine Commune déléguée in der französischen Gemeinde Les Bois d’Anjou mit 930 Einwohnern (Stand: 1. Januar 2022) im Département Maine-et-Loire in der Region Pays de la Loire. 
Mit Wirkung vom 1. Januar 2016 wurden die Gemeinden Brion, Fontaine-Guérin und Saint-Georges-du-Bois zu einer Commune nouvelle mit dem Namen Les Bois d’Anjou zusammengeschlossen. Die Gemeinde Fontaine-Guérin gehörte zum Arrondissement Angers und zum Kanton Beaufort-en-Vallée.

## Geografie
Fontaine-Guérin liegt im Nordosten des Départements Maine-et-Loire in einer landwirtschaftlich geprägten Gegend, die nach der Kleinstadt Baugé auch Baugeois genannt wird. Westlich der Ortschaft fließt der Couasnon vorbei. 650 ha Gemarkungsfläche sind mit Wald bestanden. Der Ort ist Bestandteil des Regionalen Naturparks Loire-Anjou-Touraine.

## Wirtschaft und Verkehr

### Wirtschaft
Fontaine-Guérin verfügt trotz der geringen Einwohnerzahl über einige Geschäfte der Grundversorgung und diverse Handwerksbetriebe. Auch der große Campingplatz ist mit seinem Umfeld ein Wirtschaftsfaktor. Es gibt auch eine Fabrik, die auf die Produktion von Windschutzscheiben für Großfahrzeuge spezialisiert ist. Dominierend ist aber noch die Landwirtschaft und die Verarbeitung von Agrarprodukten. So ist Fontaine-Guérin  europaweit der führende Platz für die Verwertung von Kolbenhirse. Außerdem gibt es mehrere Spezialbetriebe für Saatgutproduktion. Milchviehhaltung rundet das landwirtschaftliche Spektrum ab.

### Verkehr
Fontaine-Guérin  liegt an der Départementstraße D 144, die die Orte Baugé und Beaufort-en-Vallée verbindet und an der D 211. 1,5 km südlich des Ortes befindet sich eine Ausfahrt der A 85.

## Kultur und Sehenswürdigkeiten
- Das Schiff der romanischen Kirche St. Martin de Vertou stammt aus dem 11., der Chor aus dem 12. Jahrhundert. Um 1875 wurden bei einer Restaurierung starke Veränderungen vorgenommen. Die Kirche besitzt eine der für die Gegend typischen verdrehten Turmspitzen,  wie sie auch in einigen anderen Orten des Baugeois (z. B. Le Vieil-Baugé, Pontigné) zu finden ist. Es ist aber die einzige dieser Kirchen, bei der der Turm nach rechts verdreht ist, bei allen anderen verläuft die Drehung linksherum. Zur reichen Ausstattung zählen unter anderem zwei der deutschen Malschule zugerechnete Gemälde aus dem 15. Jahrhundert und ein Altarretabel aus dem 16. Jahrhundert, welche die Kirche vom Musée des Beaux Arts  in Angers zurückerhalten hat.
- Restauriertes ehemaliges Waschhaus
- Im Wald unterhalb der Ortschaft finden sich gut erhaltene steinzeitliche Dolmen

Siehe auch: Liste der Monuments historiques in Les Bois d’Anjou

## Freizeit und Tourismus
Das typische Boulespiel der Gegend, das Boule de Fort, wird auch in  Fontaine-Guérin  von zwei Vereinen betrieben. - Neben einer abwechslungsreichen Landschaft ist als touristischer Pluspunkt besonders der moderne und auch von Ausländern sehr frequentierte Campingplatz zu nennen. Direkt dabei befindet sich ein Naturschwimmbad. Um Fontaine-Guérin  herum sind diverse Rundwanderwege markiert. Jedes Jahr findet am 2. Augustsonntag das Drescherfest statt, bei dem die frühere landwirtschaftliche Tätigkeit in historischer Kleidung und mit historischem Gerät dargestellt wird.